# Adolphe d’Houdetot
César François Adolphe d’Houdetot (* 31. August 1799 in Le Havre; † 30. Juli 1869 ebenda), dessen Name üblicherweise als Adolphe d’Houdetot erscheint, war ein französischer Schriftsteller, der vor allem für seine Bücher über die Jagd, berühmte Jäger und Waffentechnik bekannt geworden ist. Der adlige Familienname geht auf die Gemeinde Houdetot in der Normandie zurück.

## Leben und Werk
Adolphe d’Houdetot wurde in Le Havre als Sohn des französischen Generals César Louis d’Houdetot (1749–1825) und der aus Mauritius gebürtigen Constance Joséphine Céré (1769–1842) geboren. Zugleich war er damit ein Enkel der berühmten Enzyklopädistin und Salondame Sophie Lalive de Bellegarde.
In seiner Geburtsstadt war d’Houdetot seit den 1830er Jahren als Finanzinspektor tätig. Doch schon früh versuchte er sich auch als Schriftsteller, und 1828 verfasste er zusammen mit Charles de Livry (1802–1867) den Komödieneinakter Le coup de pistolet („Der Pistolenschuss“), die im März desselben Jahres am Théâtre des Variétés in Paris, Montmartre, aufgeführt wurde. Ein weiteres frühes Werk aus seiner Feder trug den Titel L’Éducation d’Achille („Die Erziehung Achills“).
Seine späteren Werke, die seit den 1850er Jahren vor allem von der Jagd und von berühmten Jägern handeln, waren zu ihrer Zeit Verkaufsschlager und werden zum Teil bis heute neu aufgelegt. Bemerkenswert ist, dass viele seiner Werke – Le chasseur rustique (1852), La petite vénerie (1855), Les femmes chasseresses (1859) u. a. – mit je einer Illustration des namhaften Malers Horace Vernet geziert sind. 1859 veröffentlichte er auch ein Werk über berühmte Jägerinnen.
1846 wurde d’Houdetot die Auszeichnung zuteil, als Offizier (Officier, O. LH.) in die französische Ehrenlegion aufgenommen zu werden. Im Jahr 1848 war d’Houdetot in Le Havre an der Einschiffung des alten „Bürgerkönigs“ Louis-Philippe beteiligt, als dieser vor der Revolution in Frankreich nach England flüchtete.
D’Houdetots Pariser Verleger Gervais Charpentier ergänzte für die Ausgabe von 1869 die kurze Biographie von d’Houdetot, die sich im zweiten Band der Memoiren von Élisabeth Vigée-Le Brun findet. D’Houdetot war seit 1836 mit Augustine Louise Isoline Sidonie de la Roque de Mons († 1860) verheiratet; das Paar hinterließ zwei Kinder: eine Tochter, Isoline Marie Constance (nach ihrer 1859 geschlossenen Ehe mit Gustave Henri Malherbe: Madame Malherbe de Maraimbois), und einen Sohn, le comte France-Edgard d’Houdetot (1842–1896). Ein weiterer Sohn, François Louis, war 1838 bereits im Alter von zwei Jahren verstorben.

## Schriften
- 1828 (zusammen mit Charles de Livry): Le Coup de pistolet, Komödie.
- 1843 (als „M. A. D’H.“): Le tir au pistolet. Causeries Théoriques, Paris: Librairie de Tresse. Zweite, erweiterte Auflage im selben Jahr.
- 1844: Types militaires français. Paris: Tresse
- 1847: Le Chasseur rustique contenant La théorie des armes, du tir, et de la chasse au chien d’arrêt, en plaine, au bois, au marais, sur les bancs. Suivi d’un Traité complet sur les maladies des chiens. Par J. Prudhomme. Dessin de Horace Vernet, Paris: Librairie de Charpentier. Eine zweite Auflage erschien 1852. Das Buch war dem berühmten Löwenjäger Jules Gérard gewidmet.
  - Belgisch-französische Ausgabe 1848: Le Chasseur rustique contenant La théorie des armes, du tir, et de la chasse au chien d’arrêt, en plaine, au bois, au marais, sur les bancs, etc., Brüssel: Eugène Landoy
- 1850: Chasses exceptionnelles. Galerie des chasseurs illustres. Paris: W. Remquet. Zweite Auflage („édition complète“) 1855
- 1850: Honfleur et le Havre, huit jours d’une royale infortune. Le Havre: Impr. Lemale; Paris: Dépot de la Librairie
- 1852 (zusammen mit Eugène Talbot): Système-Fontenau pour les armes à percussion. Notice historique sur l’origine et les progrès de cette découverte
- 1853: Dix épines pour une fleur. Petites pensées d’un chasseur à l’affût. Paris: Mme. Croissant Libraire. Zweite Auflage Paris 1854; Neuausgabe 1857
  - Die dritte Auflage 1856 erschien unter dem Titel  Épreuves du cœur humain, ou Dix épines pour une fleur, Paris: Charpentier
- 1855: La petite vénerie ou La chasse au chien courant. Avec un dessin d’Horace Vernet, Paris: Dépot de Librairie
- 1857: Le Tir au fusil de chasse à la carabine et au pistolet. Petit traité des armes à l’usage des chasseurs, Paris: Charpentier. Zweite Auflage 1860
- 1857 (Einleitung zu): L. Labruyerre, Les ruses du braconnage mises à découvert, ou Mémoires et instructions sur la chasse et le braconnage … Nouvelle édition avec une introduction par Adolphe d’Houdetot. Die Erstausgabe dieses Buchs war bereits 1771 erschienen.
- 1858: Braconnage et contre-braconnage. Description des piéges et engins: Moyen de les combattre et d’assurer la propagation de toute espèce de gibiert. Dessin d’Horace Vernet, Paris: Charpentier. Neuausgabe 1861
- 1859: Les Femmes chasseresses. Dessin d’Horace Vernet, Paris: Charpentier. Auf dem Umschlag ist „1860“ als Erscheinungsjahr angegeben. Zweite Auflage 1860
- 1862: Nouveau porte-amarre. Le Havre: Imprim. Lepelletier
- 1864: Canon porte-amarres à rayure-fente. Le Havre: Imprim. Lepelletier
- 1865 (Vorwort zu:) Edmond Le Masson, Traité de la chasse souterraine du blaireau et du renard. Avec une préface par le Comte Adolphe d’Houdetot, Paris: Bouchard-Huzard